# Alle Hunde lieben Theobald
Alle Hunde lieben Theobald ("Tutti i cani amano Theobald") è una serie televisiva tedesca ideata da Gitta von Cetto, Fritz Böttger e Per Schwenzen  e prodotta dal 1969 al 1970 dalla Novafilm Fernsehproduktion. Protagonista della serie, nel ruolo di Theobald, è l'attore Carl-Heinz Schroth; nel cast principale, figura anche Erika Schramm.
La serie, che venne trasmessa in prima visione dall'emittente ZDF, si compone di 2 stagioni, per un totale di 12 episodi (6 per stagione), della durata di 45 minuti ciascuno. Il primo episodio, intitolato Billy und das Baby, andò in onda in prima visione il 19 gennaio 1969 ; l'ultimo, intitolato Auf Freierfüßen, fu trasmesso in prima visione il 13 settembre 1970.

## Trama
Protagonista della serie è un anziano signore di nome Theobald, dal carattere bonario sempre disposto ad aiutare gli altri, senza mai tirarsi indietro, e a proteggere i bambini e i cani del vicinato.

## Episodi
| Stagione         | Puntate | Prima TV Germania | Prima TV Italia |
| ---------------- | ------- | ----------------- | --------------- |
| Prima stagione   | 6       | 1969              |                 |
| Seconda stagione | 6       | 1970              |                 |